# بايلك التيطري
بايلك التيطري هو أحد بايلكات أيالة الجزائر الأربعة وعاصمته مدينة المدية، أسس عام 1546م ويعتبر أصغر البايلكات وأكثرها ارتباطا بالسلطة المركزية، لهذا وضع بجانب الباي قاضي يتصل مباشرة بالجزائر.
تمتد حدود بايلك التيطري من قبيلة موزاية وبني صالح بالقرب من البليدة وبني مسعود و قبيلة مهري على حدود المونيما شمالاً حتى حدود قبائل زيانة ، عبادلية ، اولاد طاعن ، رحمان ، أولاد نايل ، أولاد سيدي عيسى جنوباً، أما من الشرق فقبيلة بني سليمان وعريب ومن الغرب قبيلة جندل وأولاد خليف

## التاريخ
احتل عروج بربروس المدية عام 1517 م ونصب حامية من المشاة الأتراك وبعض الفرسان الأندلسيين المهاجرين من إسبانيا.
قام حسن باشا بن خير الدين بإنشاء بايلك التيطري عام 1546 م وكانت حدوده من الجنوب بوغزول ووادي سيباو ويسر من الشمال هذه الحدود امتدت أكثر عام 1727 حتى الأغواط جنوباً، بعد عدة انتفاضات لسكان الجنوب قام باشا الجزائر بتنظيم إداري وعسكري جديد حيث عام 1775 م تم تثبيت مركز بايلك التيطري بالمدية وكان مقر الحكم بقصر الباي.
عند دخول الإستعمار الفرنسي إلى الجزائر ذهب باي بايلك الشرق مصطفى بومرزاق رفقة جنوده للجزائر من أجل المشاركة في معركة سطاوالي وكانت تلك نهاية بايلك التيطري.

## الديموغرافيا والسكان
العرق يعتبر سكان ولاية بايلك التيطري مزيجا بن أمازيغ وعرب وأتراك ولكن غالبية السكان من أصول تركية بحكم أن المنطقة كانت تخضع للحكم العثماني بشكل تام ولا يزال السكأن إلى يومنا يحافظون على ثقافاتهم وعاداتهم.

## التنظيم السياسي

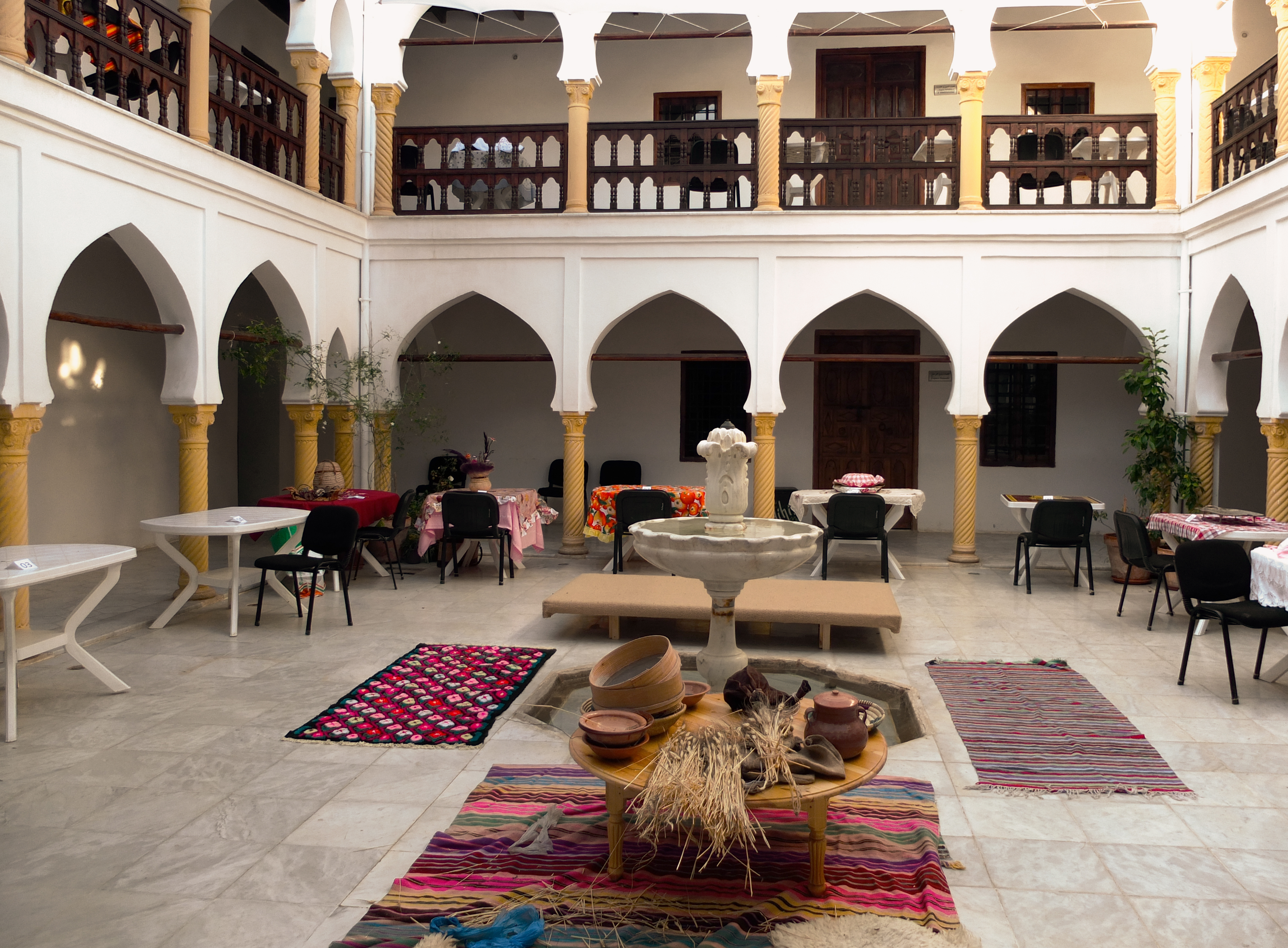
دار الباي بومزراق واستعمله الامير عبد القادر

قسم بايلك التيطري إلى أوطان وهناك بعض المناطق قسمت إلى تل أعلى وتل أسفل أي جنوبي، وكان الأول يضم قبائل بني حسن وهي كما يلي ( حسن بن علي، بني يعقوب، ووزرة، وامري، وريغة، وهوارة ) وكانت هذه القبائل مستقرة وتتعاطى الفلاحة،
أما التل الجنوبي فكان يضم قبائل الجنوب المتنقلة في بعض الفصول الخاضعة لشيوخها المحليين ونضرب مثلا على ذلك كقبائل ( الدوائر، التيطري، أولاد حمزة ) .
- القاضي الأكبر كان الأتراك يولون على الولايات قضاة ليحكموا فيها وكان القاضي الخاص با بايلك التيطري يدعى خوجة الأكبر وكان معروفا بالثراء والحكمة

## بايات بايلك التيطري
حكم المدية وبايلك التيطري بايات هذه بعض أسمائهم وفترات حكمهم (ترتيب الأرقام لا يدل على التتابع):
| الرقم | الحاكم                    | الحياة | الحكم       |
| ----- | ------------------------- | ------ | ----------- |
| 1     | رجب باي                   | -      | 1548م-1568م |
| 2     | يحي باي                   | -      | 1568م-1575م |
| 3     | رمضان باي                 | -      | 1575م       |
| 4     | -                         | -      | -           |
| 5     | -                         | -      | -           |
| 6     | محمد فريرة                | -      | 1770م       |
| 7     | صفرة باي                  | -      | 1772م       |
| 8     | -                         | -      | -           |
| 9     | مصطفى الأوزناجي بن سليمان | -      | 1775م-1794م |
| 10    | محمد بن فريرة (الذباح)    | - 1799 | 1794م-1799م |
| 11    | إبراهيم التلمساني         | -      | 1799م-1801م |
| 12    | حسن باي                   | -      | 1801م-      |
| 13    | محمد باي                  | -      | -1809م      |
| 14    | حاج علي مصطفى بومرزاق     | -      | 1809م-1830م |
| 15    | وصاية الفرنسيين           |        |             |
| 16    | عمر باي                   | -      | 1830م-1831م |
| 17    | محمد بن حسين              | -      | 1831م-1836م |
| 18    | إمارة الجزائر             | -      | -           |
| 19    | امارة عبد اللطيف المهري   | -      | 1836م-1840م |